# Kevin Harris
Kevin Harris Jr. (Hinesville, Georgia, 17 de noviembre de 2000) más conocido como Kevin Harris, es un jugador profesional estadounidense de fútbol americano que se desempeña en la posición de running back en New England Patriots, equipo de la National Football League (NFL).

## Carrera
Fue seleccionado en la sexta ronda en la Reunión Anual de Selección de Jugadores de la NFL de 2022. Hizo su debut profesional con el equipo New England Patriots, donde lleva jugando dos temporadas.